# Río Alao (vattendrag i Ecuador)
Río Alao är ett vattendrag i Ecuador.   Det ligger i provinsen Chimborazo, i den centrala delen av landet, 180 km söder om huvudstaden Quito.